# Garcinia dulcis
Espèce
Classification APG III (2009)
Garcinia dulci est une espèce de plantes à fleurs du genre Garcinia et de la famille des Clusiaceae. C'est un arbre fruitier tropical d'Indonésie.